# Psyttalia kuchingicola
Psyttalia kuchingicola är en stekelart som beskrevs av Fischer 1996. Psyttalia kuchingicola ingår i släktet Psyttalia och familjen bracksteklar. Inga underarter finns listade i Catalogue of Life.